# Гарибян, Геворг
Геворг Гарибян (арм. Գևորգ Ղարիբյան, род. 11 декабря 1994) — армянский борец греко-римского стиля, чемпион Европы 2020 года.

## Биография
Родился в 1994 году. С 2010 года выступает на международной арене. В 2012 году стал чемпионом Европы среди юниоров в категории до 55 кг на турнире, который состоялся в хорватском Загребе. В 2014 году повторил свой успех, победив в весовой категории до 60 кг на первенстве в польском Катовице  
В 2017 году впервые принял участие во взрослом Чемпионате Европе, который проходил в Каспийске. По итогам соревнований стал 11-м.
В феврале 2020 года на чемпионате континента в итальянской столице, в весовой категории до 60 кг Геворг в схватке за золотую медаль поборол спортсмена из Турции Керема Камаля и завоевал титул чемпиона европейского первенства.